# Folguedo

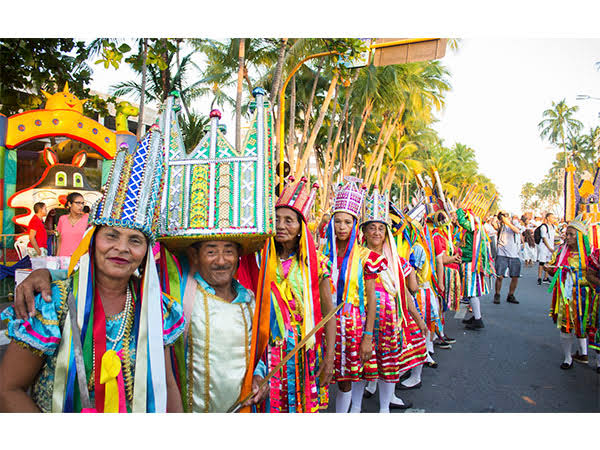
Folguedo à Alagoas, Brésil.

Les Folguedos sont des fêtes populaires à l'esprit ludique qui ont lieu chaque année, à des dates précises, dans différentes régions du Brésil. Certaines ont des origines religieuses, à la fois catholiques et africaines, et d'autres sont folkloriques.

## Types

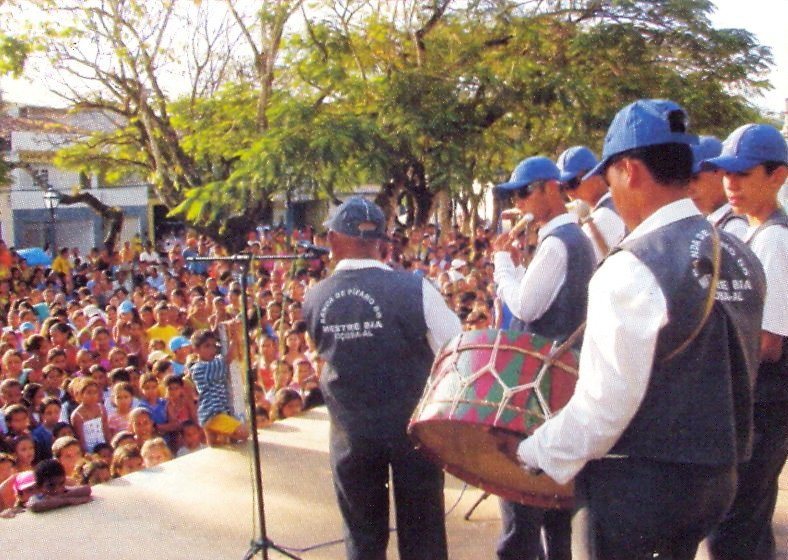
Festival Folguedos à Viçosa, à Alagoas, Brésil.

Il existe plusieurs variétés connues de festivités, notamment : Afoxé ; Bumba-meu-boi ; Marujada ; Cavalo Piancó (pt) ; Folia de Reis (pt) ; Cavalhadas (pt); Congadas ; Fandango ; Farra do Boi (pt) ; Maracatu ; Mineiro Pau ; Maculélê ; Pastoril profano (pt) ; Quarup.

## Rencontre nationale des Folguedos

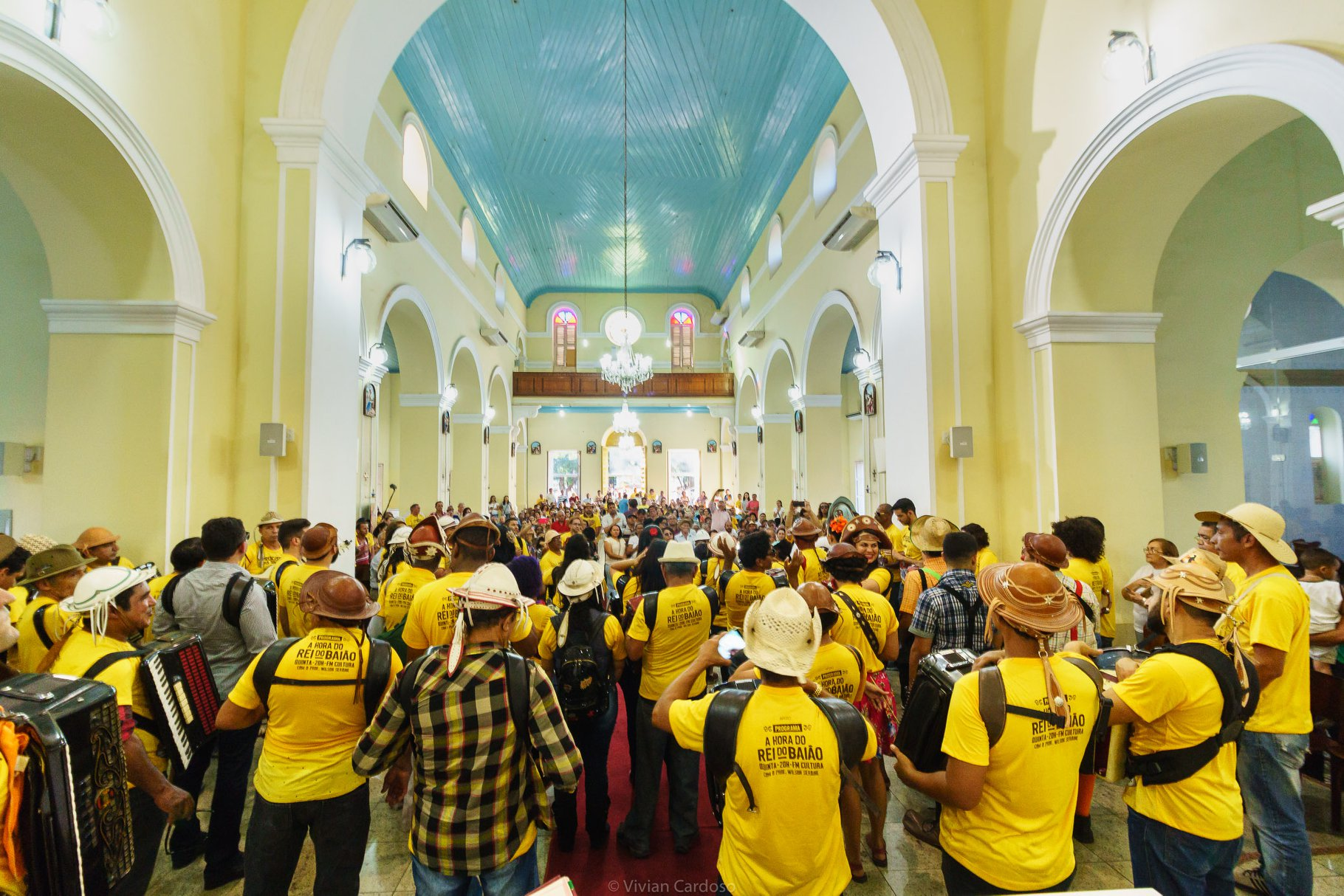
Procession d'accordéons à Teresina, Piauí, Brésil.

À Teresina, Piauí, en août, se tient chaque année la Rencontre nationale des Folguedos, avec des groupes de plusieurs États brésiliens, où ils réalisent diverses présentations culturelles. L'événement créé en 1972 rassemble environ 500 000 personnes par an et bénéficie du soutien du gouvernement fédéral, à travers l'Université fédérale du Piauí (pt) (UFPI) et le Secrétariat spécial de la Culture (pt), anciennement Ministère de la Culture (MinC).
L'événement comprend l'Exposition nationale de Quadrilhas, des spectacles musicaux, des ateliers de musique et de danse, les festivals Toadas de Bois, Viola e Repente et Sanfona de Ouro, ainsi que deux séminaires sur les traditions brésiliennes,. Les scènes rassemblent diverses représentations de groupes folkloriques, comme le Palco das Tradições, où se produisent des performances de guitaristes, d'emboladores et de mamulengueiros (pt).